# Żyłka kostalna

Schemat użyłkowania z oznaczeniami w zmodyfikowanym systemie Comstocka-Needhama.

Żyłka kostalna, żyłka żebrowa, żyłka żeberkowa, żyłka ramieniowa (łac. costa, vena costalis, oznaczenie: C+) – jedna z żyłek podłużnych w skrzydle owadów.
U owadów współczesnych żyłka kostalna jest zwykle pierwszą, położoną najbardziej z przodu żyłką podłużną. Należy do żyłek wypukłych, jest pojedyncza, nierozgałęziona i zwykle stanowi przedni brzeg skrzydła, a dokładniej remigium. U niektórych owadów wymarłych występowała żyłka prekostalna (praecosta), jednak u wszystkich form współczesnych jest ona zlana z żyłką kostalną i zwykle nierozróżnialna. Niekiedy żyłka kostalna jest nieco odsunięta od krawędzi skrzydła i wówczas występuje przed nią niewielka powierzchnia zwana polem przedkostalnym. Zwykle żyłka ta łączy się ruchomo swoją nasadą za pomocą stawu z płytką humeralną (sklerytem barkowym).
Tchawka przechodząca przez żyłkę kostalną stanowi przypuszczalnie odgałęzienie tchawki subkostalnej (łac. trachea subcostalis).
Pole za żyłką kostalną nazywa się polem kostalnym, a komórkę do niej przylegającą od tyłu komórką kostalną. Komórka owa często może być podzielona na pierwszą i drugą komórkę kostalną za pomocą poprzecznej żyłki barkowej lub też podzielona na całą serię komórek.
U ważek miejsce styku żyłki subkostalnej z kostalną często tworzy wklęśnięcie w przednim brzegu skrzydła zwane nodulusem.
U muchówek żyłka kostalna może obiegać skrzydło dookoła. Często jest przerywana w miejscach styku z żyłką subkostalną i pierwszą gałęzią żyłki radialnej. Na żyłce kostalnej muchówek obecne mogą być silne szczecinki kostalne (łac. setae costalis). Jedną z nich może być haczykowato wygięta szczecinka osadzona na nasadzie żyłki, zwana setae costalis uncata.

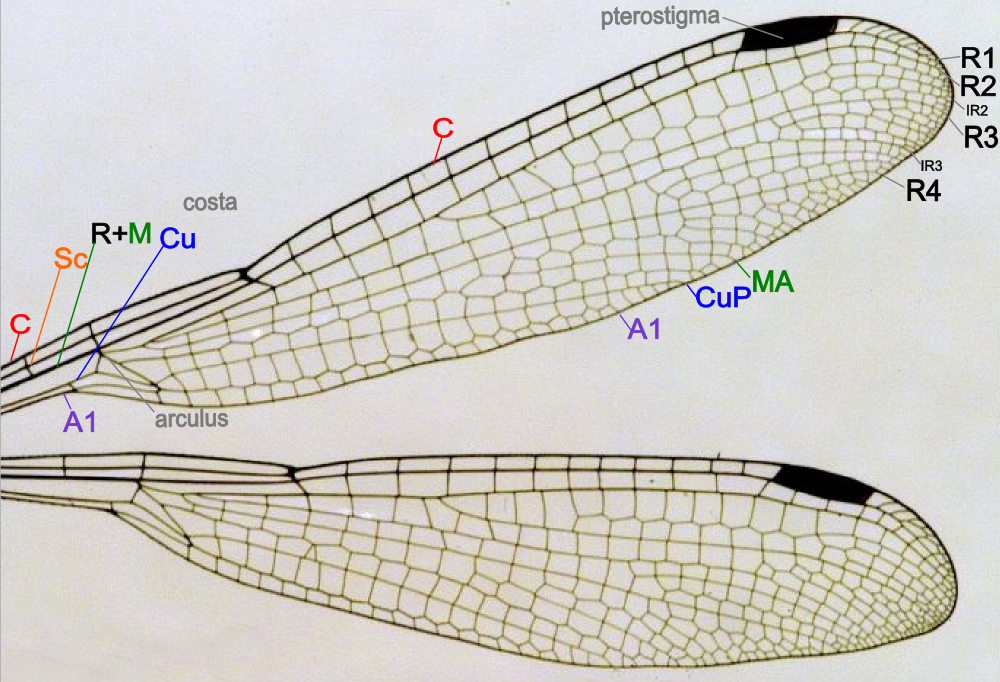
Użyłkowanie u ważki równoskrzydłej
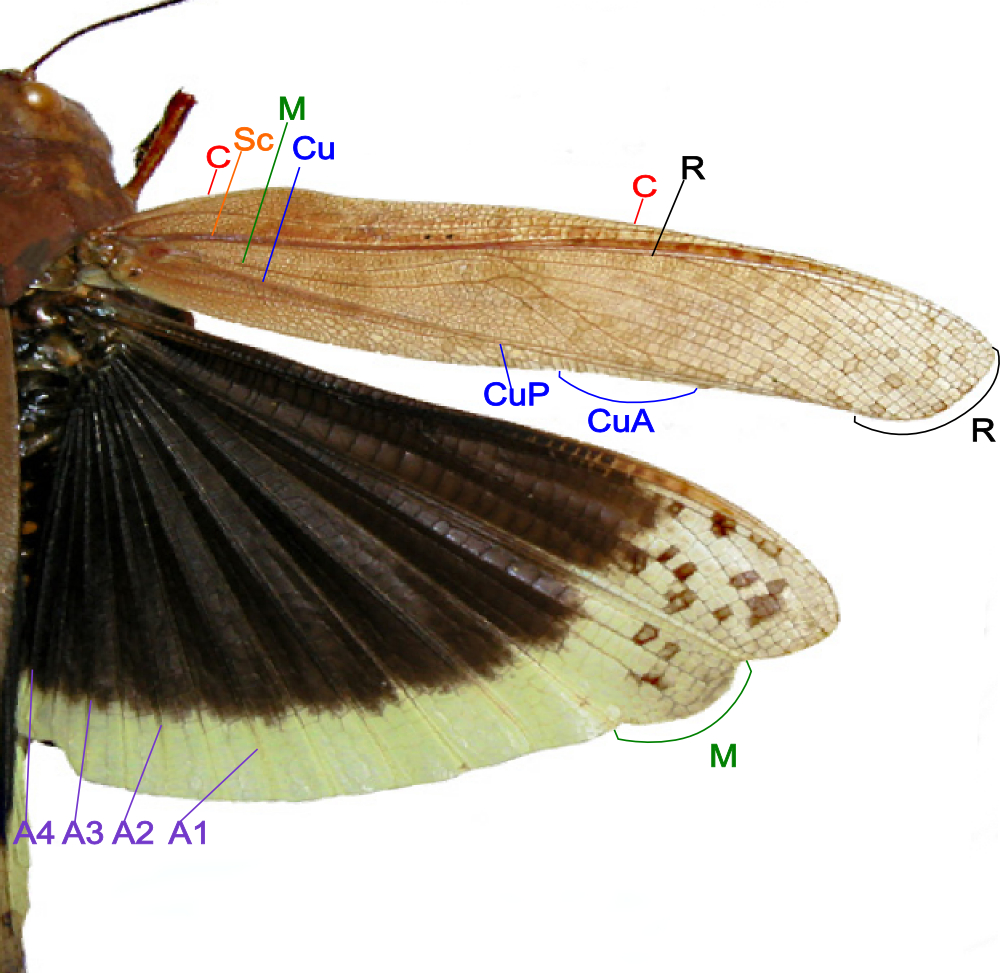
Użyłkowanie u prostoskrzydłego
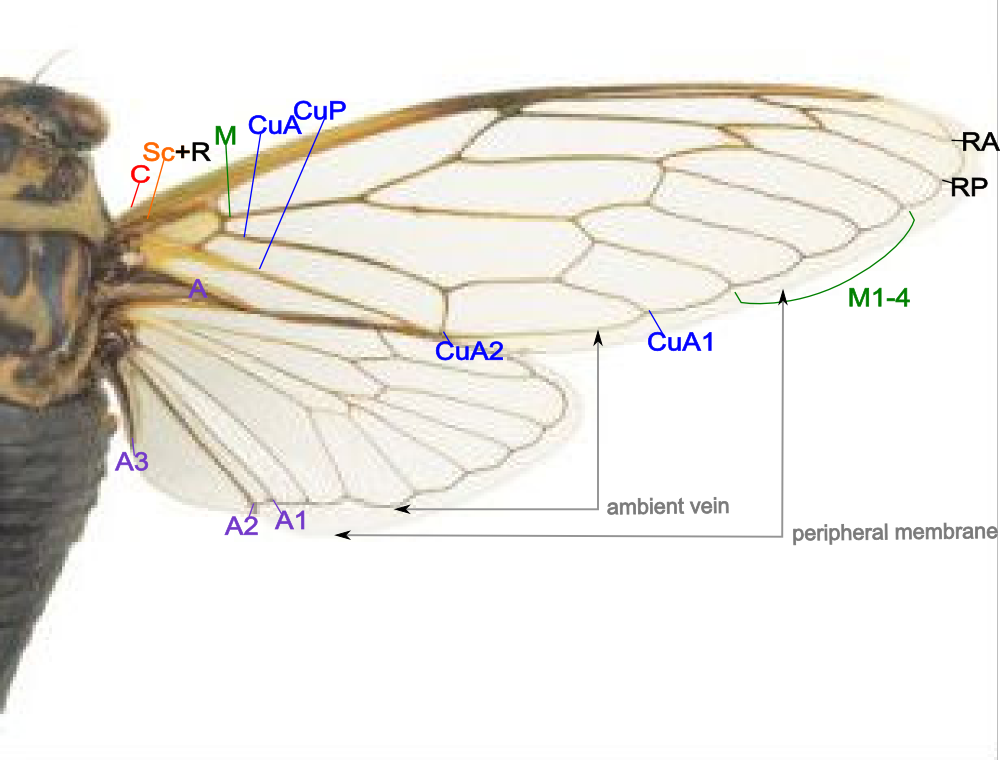
Użyłkowanie u pluskwiaka z podrzędu cykadokształtnych
Użyłkowanie u pluskwiaka z rodziny miodówkowatych (żyłka subkostalna zlana z kostalną; C+Sc)
Użyłkowanie u błonkówki z rodziny gąsienicznikowatych
Silnie zredukowane użyłkowanie u błonkówki z nadrodziny bleskotek (żyłka kostalna całkiem zanikła)
Użyłkowanie u muchówki z rodzaju Rachicerus